# Carl Mengewein
Carl Mengewein (* 9. September 1852 in Zaunröden (Thüringen); † 7. April 1908 in Groß-Lichterfelde bei Berlin) war ein deutscher Komponist.
Er studierte Musik in Mühlhausen/Thüringen und Göttingen.
Von 1874 war er Lehrer am Freudenbergs-Konservatorium in Wiesbaden, nach 1881 dort zugleich Dirigent des Männergesangvereins Liederkranz und des von ihm gegründeten Vereins für geistliche Musik.
1886 übersiedelte er nach Berlin. 1890 gründete er hier den Oratorienverein, den er in der Folge auch leitete. 1892 wurde er schließlich Dirigent des traditionsreichen Männerchors Lieder-Verein Berlin 1829. Ab 1897 war er Gründer und Leiter der Berliner Konzert-Vereinigung Madrigal, deren Mitglieder sich aus dem seit 1893 von Mengewein geleiteten Chor der Zwölf-Apostel-Kirche (Berlin) rekrutierten.

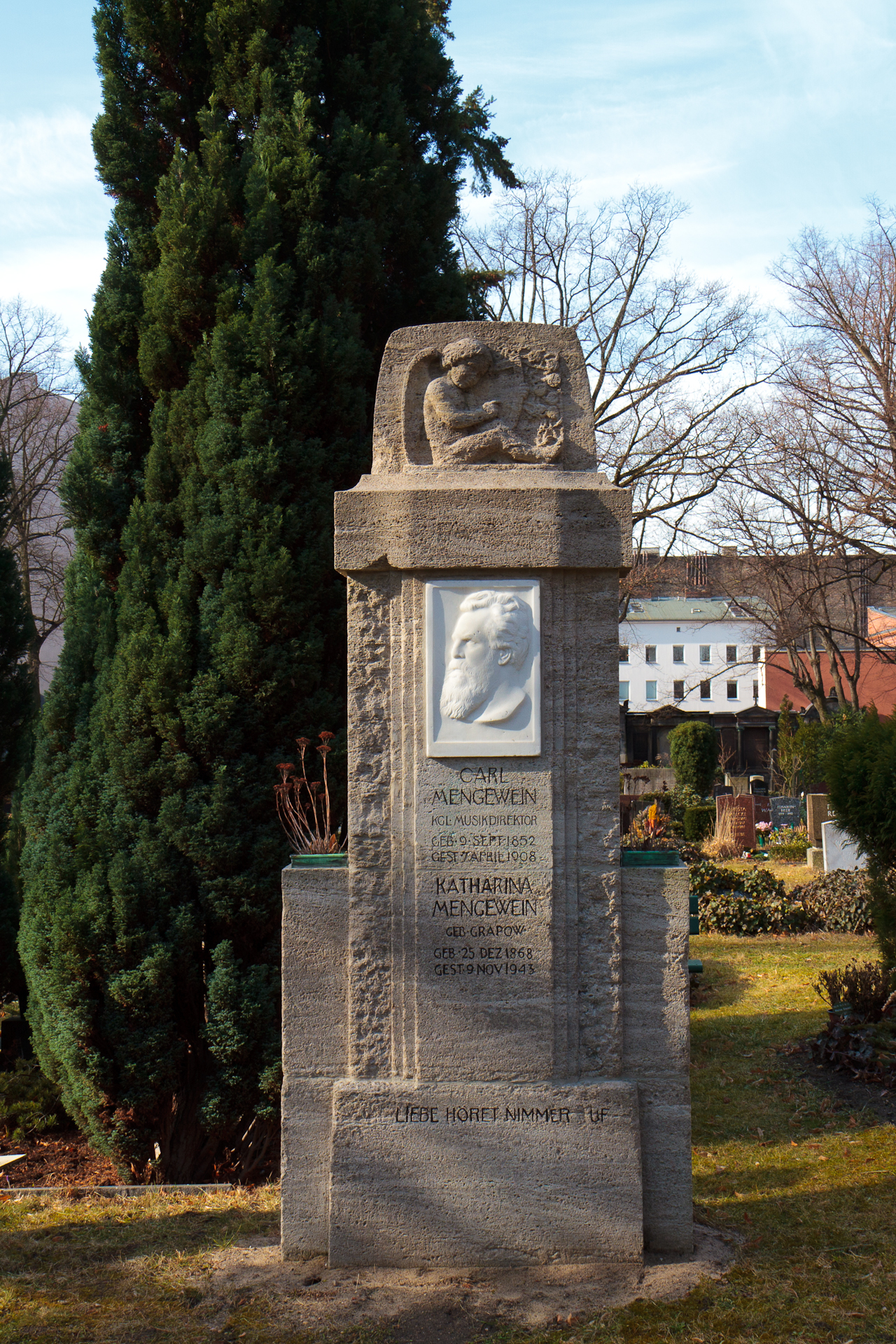
Grab von Carl Mengewein auf dem Alten St.-Matthäus-Kirchhof Berlin

## Werke
- Schulmeisters Brautfahrt: Oper. Wiesbaden 1884
- Zur Todtenfeier. [deutsches] Requiem für Soli, Chor und Orchester Wiesbaden, 1885
- Schneeweißchen und Rosenroth: Märchen mit Gesang in 3 Akten. Schwerin: E. Herberger 1888
- Johannes der Täufer: Oratorium in 3 Teilen nach Worten der Heiligen Schrift für Soli, Chor und Orchester. 1892
- Der Liederfex: komisches Singspiel in 1 Akt. Mühlhausen i./Thür.: Danner o. J. (1893)
- Das alte Lied: Singspiel in 1 Akt. Mühlhausen i.Th.: Danner o. J. (1898)
- Christinchen: modernes Märchen in sechs Bildern. Schwerin: Difflo 1898
- Frau Musica: Fest-Cantate für Soli, Chor und Orchester. op. 70  Berlin 1899
- Zwölf Motetten zum gottesdienstlichen Gebrauch. op. 66; 6 Bde. Berlin: Berliner Chormusik-Verlag/Edition Musica Rinata 2002

### Bücher
- Die Ausbildung des musikalischen Gehörs: ein Lehrbuch in drei Teilen für Konservatorien, Musik-Seminare sowie für den Einzelunterricht. Leipzig: Breitkopf & Härtel 1908 (nur Teilbd. 1 nachweisbar)